# MTU Friedrichshafen
MTU Friedrichshafen GmbH — немецкий производитель дизельных и газопоршневых двигателей, основанный в 1909 году Вильгельмом Майбахом и его сыном Карлом. Современное название получила в 1960-х годах.
Компания производит двигатели для поездов, кораблей, нефтяных и газовых установок, военной техники, сельского хозяйства, горнодобывающей промышленности и строительной техники, а также дизель-генераторы и расплавные карбонатные топливные ячейки.

## История
Вильгельм Майбах был техническим директором Daimler-Motoren-Gesellschaft (DMG), компании-предшественника немецкой автомобильной корпорации Даймлер АГ, пока не покинул её в 1907 году. 23 марта 1909 года он вместе с сыном основал новую компанию, названную Luftfahrzeug-Motorenbau GmbH. Первым директором был его сын Карл. Спустя несколько лет компания была переименована в Maybach-Motorenbau GmbH (Maybach Engine Manufacturing Corp). Предприятие Майбахов занималось разработкой и производством дизельных и бензиновых двигателей для дирижаблей Zeppelins, а затем стало производить железнодорожные вагоны.
Компания впервые построила экспериментальную машину в 1919 году, первая серийная модель была представлена спустя два года на Берлинском автосалоне. С 1921 по 1940 годы компания производила классические роскошные автомобили, по прежнему занимаясь изготовлением мощных дизельных двигателей для морского и железнодорожного транспорта. Во время Второй мировой войны производила двигатели для германских средних и тяжелых танков. Компания была переименована в MTU Friedrichshafen GmbH в 1960-х годах.

### Хронология
- 1909: Создание Luftfahrzeug-Motorenbau GmbH как часть корпорации Zeppelin. Компания производила двигатели для летательных аппаратов.
- 1912: Переезд в Фридрихсхафен; изменение названия на Motorenbau GmbH.
- 1918: Смена названия на Maybach-Motorenbau GmbH. После окончания Первой мировой войны компания начала производство автомобильных двигателей.
- 1966: Объединение Mercedes-Benz Motorenbau Friedrichshafen GmbH и Maybach-Motorenbau GmbH в Maybach Mercedes-Benz Motorenbau GmbH.
- 1969: Maybach Mercedes-Benz Motorenbau GmbH сменила название на Motoren und Turbinen-Union Friedrichshafen GmbH. Компания до 1985 года существовала как филиал MTU München GmbH которая принадлежит в равных долях Daimler-Benz AG и MAN AG.
- 1989: MTU Friedrichshafen включена в состав Deutsche Aero-space AG (DASA), одну из компаний Daimler-Benz Group.
- 1994: Сотрудничество с Detroit Diesel Corporation.
- 1995: MTU Friedrichshafen и MTU München разделились; MTU Friedrichshafen становится прямым филиалом Daimler-Benz AG.
- 2001: MTU Motoren- und Turbinen-Union Friedrichshafen GmbH переименовано в MTU Friedrichshafen GmbH.
- 2005: бизнес-единица DaimlerChrysler Off-Highway, включая MTU Friedrichshafen и Off-Highway division Detroit Diesel Corporation, была продана шведскому инвестору EQT Partners.
- 2006: Управление перешло в руки Tognum, с MTU Friedrichshafen как основной компанией.
- 2009: MTU Friedrichshafen отметила столетие.
- 2014: Tognum был переименован в Rolls-Royce Power Systems. 26 августа Rolls-Royce Power Systems стал 100 % филиалом Rolls-Royce plc.

## Ведущие бренды компании
- MTU — производство высокооборотных моторов.
- Bergen Engines — среднеоборотные моторы.
- MTU Onsite energy — децентрализованное производство электроэнергии. Один из ведущих производителей когенерационных систем в диапазоне от 100 до 2530 кВт единичной мощности в мире. Производительность: более 350 единиц в год. Более 5000 установленных агрегатов в 160 странах мира.
- L’Orange — системы впрыска.

## Деятельность в России
Российское представительство MTU Friedrichshafen GmbH – ООО «МТУ РУС» (город Химки) осуществляет поставку и сервисное обслуживание всего спектра продукции MTU.

## Галерея

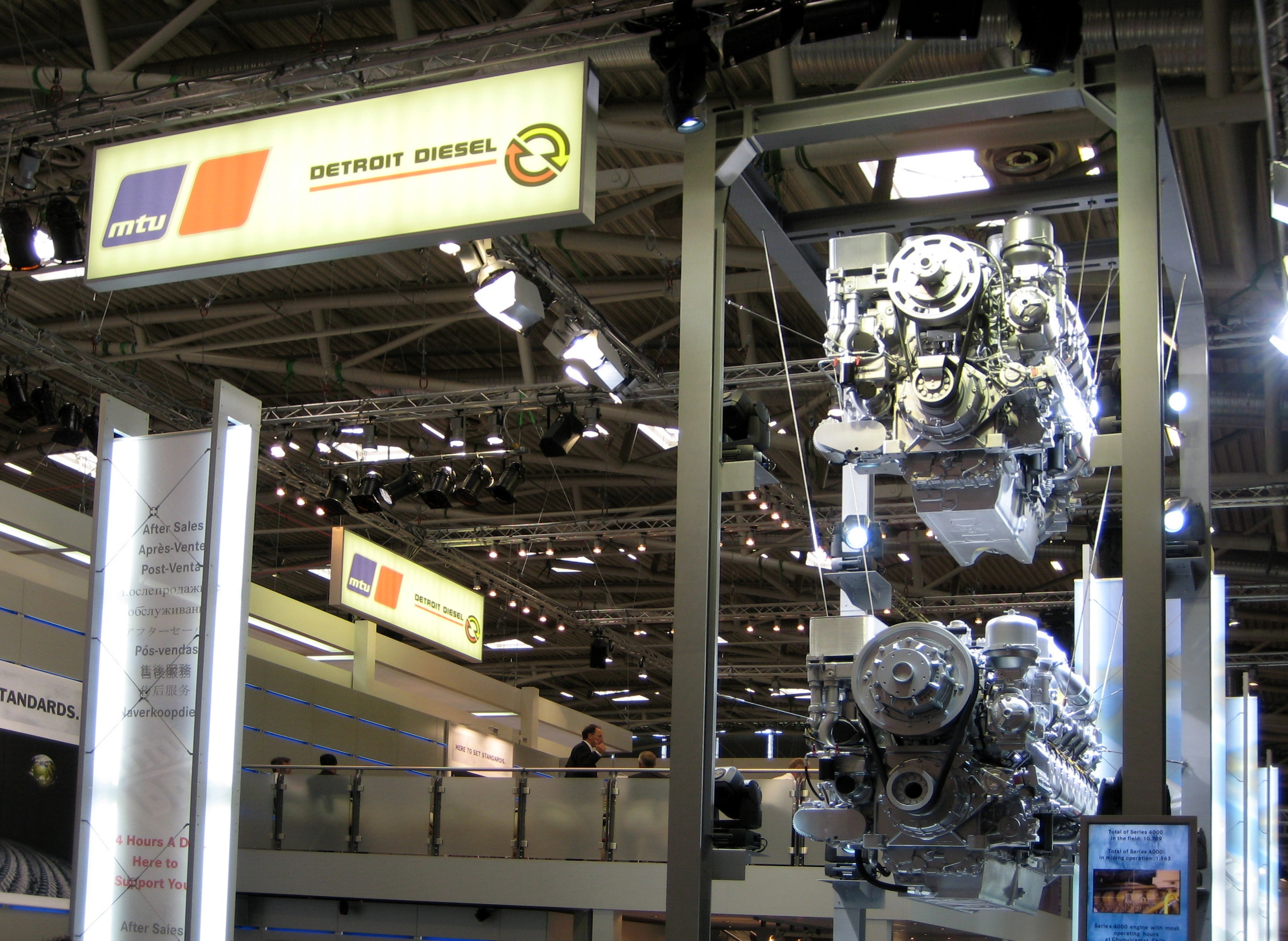
MTU / Detroit Diesel exhibition at a trade fair
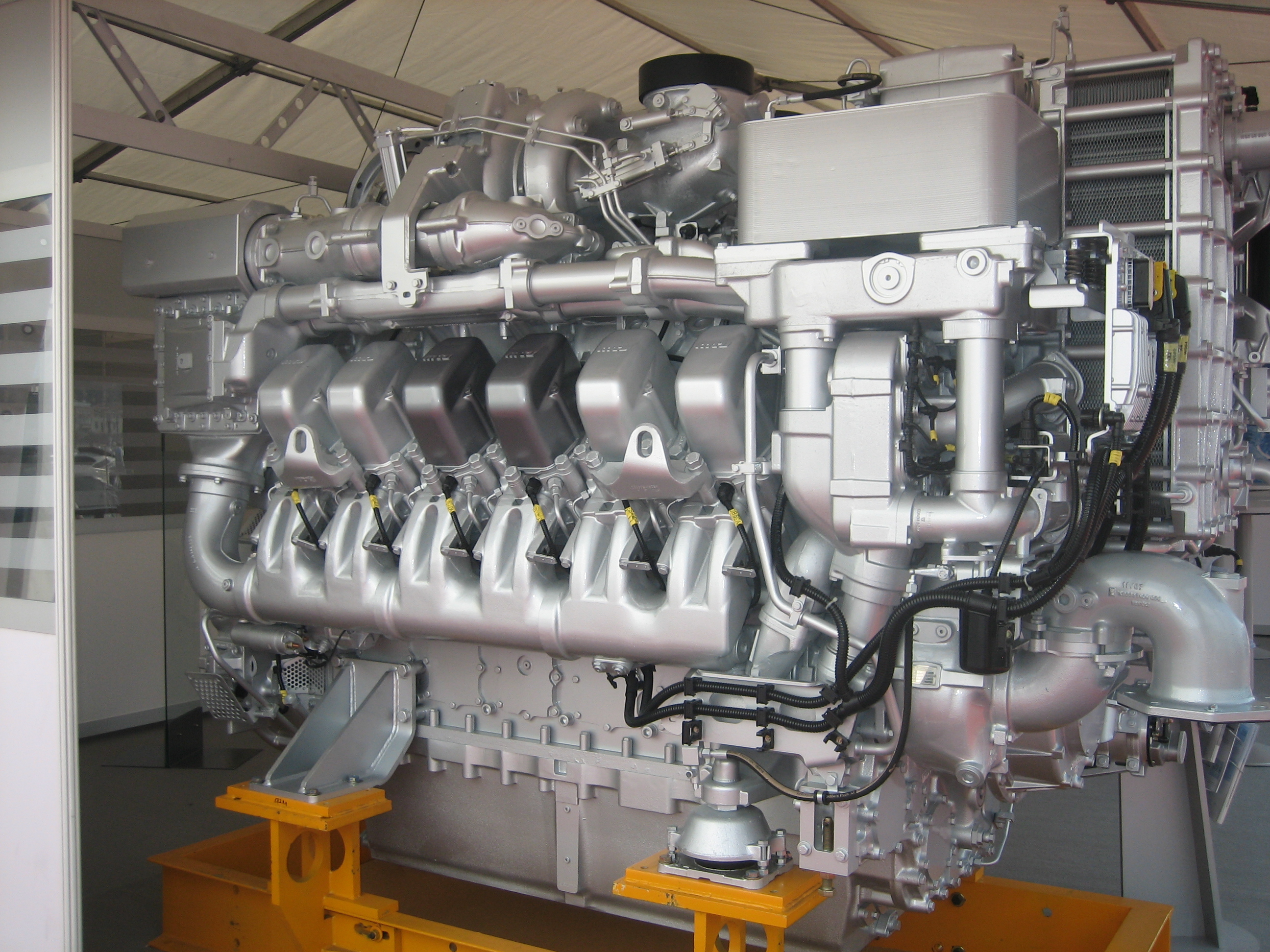
MTU marine engine